# Mona Hatoum
Mona Hatoum (em árabe: منى حاطوم, Beirute, 1952) é uma videoartista e artista de instalação palestina, nascida no Líbano e hoje radicada em Londres. Suas obras são conhecidas por tratarem de política, opressão, violência e ironia.

## Biografia
Mona Hatoum nasceu no seio de uma família palestina em 1952 em Beirute. Vive em Londres desde que, em 1975, estalou a guerra civil do Líbano, o que a impediu de regressar, permanecendo na Grã Bretanha.